# Міусинськ
Міуси́нськ (до 1965 — Ново-Павлівка, Новопавлівське) — місто в Україні, в Хрустальненській міській громаді Ровеньківського району Луганської області.
Засноване як село Ново-Павлівка у 1887 році. Селище міського типу з 1938 року. Місто і назва з 1965 року.

## Назва
Міусинськ виник як селище енергетиків Штергрес і під цією назвою існував досить довго. Його і зараз багато хто називає по-старому.[джерело?] Поселення отримало назву Міусинськ в 1956 році, яка походить від назви річки Міус.

## Географія
Місто Міусинськ знаходиться на березі річки Міус в місці впадання в неї приток Балки Боржник та Глухої. На річці Міус створено водосховище. На заході від Міусинська пролягає кордон з Донецькою областю. Через місто проходить автомобільна дорога Н21. На півночі місто майже впритул примикає до міста Хрустальний.
Відстань шосейними шляхами до Луганська — 72 км, фізична відстань до Києва — ~638,4 км.
Сусідні населені пункти:

## Історія
За даними 1859 року у власницькому селі Новопавлівське, окружному центрі Міуського округу Області Війська Донського, мешкало 2060 осіб (1068 чоловіків та 992 жінки), налічувалось 326 дворових господарств, існувала православна церква, відбувалось 2 ярмарки на рік.
Станом на 1873 рік у слободі Новопавлівка (Вознесенська), центрі Новопавлівської волості, мешкало 3163 особи, налічувалось 453 дворових господарства та 19 окремих будинків.
За переписом 1897 року кількість мешканців зросла до 2866 осіб (1476 чоловічої статі та 1390 — жіночої), з яких 4192 — православної віри.
8 серпня 2014 року в часі збройного протистояння українських військових та озброєними прибічниками ЛНР останні були вибиті з Міусинська, у бою розвідгрупи з терористами загинув вояк ДУК Андрій Прищеп'юк. 12 серпня у бою під Міусинськом загинув сержант 30-ї бригади Віктор Наливайко. Однак 15 серпня контроль над містом був втрачений. 18 серпня українські сили вели позиційні бої з терористами — бойовики намагалися контратакувати і відбити території, які були відвойовані українськими військовими.

## Населення
Згідно з переписом населення 2001 року у Міусинську проживало 6029 осіб.
| 1939     | 1959 | 1970 | 1979 | 1989 | 1992     | 2001 | 2006 | 2011 | 2014 |
| -------- | ---- | ---- | ---- | ---- | -------- | ---- | ---- | ---- | ---- |
| 5,1 тис. | 6501 | 9987 | 8291 | 7828 | 7,4 тис. | 6029 | 5432 | 4999 | 4732 |

### Національний склад
Національний склад населення за даними перепису 2001 року:
| Національність  | Відсоток |
| --------------- | -------- |
| українці        | 72,43%   |
| росіяни         | 25,17%   |
| білоруси        | 0,61%    |
| вірмени         | 0,55%    |
| татари          | 0,30%    |
| молдовани       | 0,20%    |
| інші/не вказали | 0,74%    |

### Мовний склад
Рідна мова населення за даними перепису 2001 року:
| Мова            | Чисельність, осіб | Відсоток |
| --------------- | ----------------- | -------- |
| Російська       | 3 441             | 56,95%   |
| Українська      | 2 556             | 42,30%   |
| Вірменська      | 25                | 0,41%    |
| Білоруська      | 5                 | 0,08%    |
| Румунська       | 2                 | 0,03%    |
| Інші/Не вказали | 13                | 0,23%    |
| Разом           | 6 042             | 100%     |

## Економіка
Видобування мармуру, шахта ДВАТ «Шахта «Міусинська» ДП «Донбасантрацит», Штерівська ДРЕС (ліквідована), Штерівський завод кріпильних виробів. Штерівський енергетичний технікум.

## Органи влади
Місцеві органи влади представлені Міусинською міською радою, яка входить до складу Луганської області України.
Міський голова — Скоробогатов Віктор Миколайович. До міської ради входить 25 депутатів.

## Освіта
У місті діє Штерівський енергетичний технікум, який заснований у 1931 році. Навчально-виховний процес забезпечують 36 викладачів та майстрів виробничого навчання. Він є єдиним технікумом такого профілю в Луганській області.
Матеріально-технічна база технікуму складається з: навчального корпусу, лабораторії, чотирьох майстерень, бібліотеки, двох гуртожитків, спортивного та тренажерного залів.
Технікум входить в комплекс з Донецьким Національним технічним університетом і Харківською інженерно-педагогічною Академією. Тісно співпрацює з підприємствами енергетики України. Надає робочі місця випускникам. Направляє на подальше навчання за профільними спеціальностями на пільгових умовах до ВНЗ комплексу.